# Потасовка в Панаме (фильм)
«Потасовка в Панаме» (фр. Du Rififi A Paname) — художественный фильм по роману Огюста Ле Бретона.

## Сюжет
Специальный агент Таможенной службы США Майк Копполано внедряется в международную сеть контрабандистов, возглавляемую французским преступным авторитетом Поло Брильянтом (Жан Габен). Однако против банды Брильянта начинает войну американская мафия, стремящаяся прибрать к рукам выгодный бизнес. Копполано оказывается в самом центре мафиозных разборок.

## В ролях
- Жан Габен — Поло Брильянт
- Герт Фрёбе — Вальтер
- Джордж Рафт — Чарльз Бинаджио
- Клод Брассер — Джулио
- Мирей Дарк — Принцесса Лили
- Клаудио Брук — Майк Копполано
- Клод Серваль — Рене